# Муниципальное образование Моденское

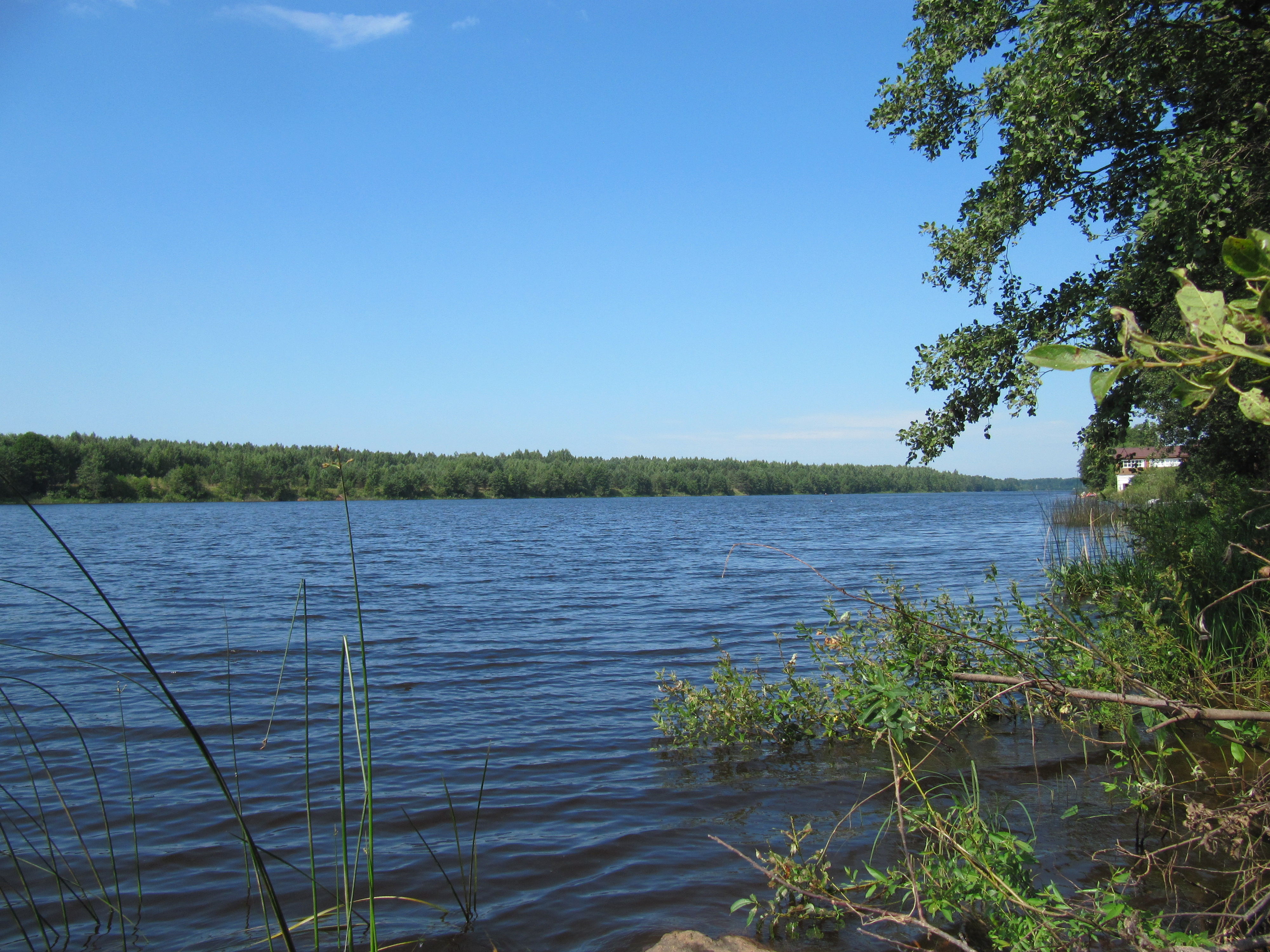
река Молога разделяет Моденское и Лентьевское сельские поселения (Моденское — слева)

Муниципальное образование Моденское — упразднённое сельское поселение в составе Устюженского района Вологодской области. Центр поселения — село Модно.
Образовано 1 января 2006 года в соответствии с Федеральным законом № 131 «Об общих принципах организации местного самоуправления в Российской Федерации».

## География
Расположено на северо-востоке района в нижнем течении реки Мологи, на её правом берегу. Расстояние от центра поселения до районного центра Устюжны — 40 км, до областного центра Вологды — 283 км, до Череповца — 100 км. Граничит:
- на севере с Лентьевским сельским поселением,
- на западе с сельским поселением Посёлок имени Желябова,
- на юге с Сошневским сельским поселением и Весьегонским районом Тверской области,
- на востоке с Коротовским сельским поселением Череповецкого района.

По территории протекают притоки Мологи — Ворон, Песочный ручей, Ластовка, Красный ручей, Мартыновка (с притоком Липка).

## История
В 1999 году был утверждён список населённых пунктов Вологодской области. Согласно этому списку в Моденский сельсовет входили 15 населённых пунктов.
Согласно закону № 1126 «Об установлении границ Устюженского муниципального района, границах и статусе муниципальных образований, входящих в его состав» от 6 декабря 2004 года «муниципальное образование Моденское» было образовано 1 января 2006 года в составе ранее существовавшего Моденского сельсовета.
27 декабря 2006 года на очередной сессии Законодательного Собрания области были приняты поправки к закону, согласно которым к Лентьевскому сельскому поселению отошли населённые пункты Моденского сельского поселения, расположенные на левом берегу Мологи:
- деревня Ванское,
- деревня Глины,
- деревня Зимник,
- деревня Попчиха,
- посёлок Колоколец,
- посёлок Староречье[5][6].

Закон о соответствующих изменениях был издан 11 января 2007 года и вступил в силу 16 января.
14 ноября 2007 года часть земель комплексного ландшафтного государственного природного заказника «Ванская Лука» площадью 594 га передана из Моденского сельского поселения в Лентьевское.
Законом Вологодской области от 1 июня 2015 года № 3665-ОЗ, были преобразованы, путём их объединения, муниципальные образования Моденское, Сошневское и посёлок имени Желябова — в сельское поселение Желябовское с административным центром в посёлке имени Желябова.

## Населённые пункты
В состав сельского поселения входило 9 населённых пунктов, в том числе
8 деревень,
1 село.
| Населённый пункт        | ОКАТО          | Рег. номер | Расстояние до районного центра, км | Расстояние до центра поселения, км | Индекс | Координаты                      |
| ----------------------- | -------------- | ---------- | ---------------------------------- | ---------------------------------- | ------ | ------------------------------- |
| деревня Большая Липенка | 19 250 824 002 | 6687       | 37                                 | 12                                 | 162800 | 58°52′57″ с. ш. 36°57′53″ в. д. |
| деревня Бугры           | 19 250 824 003 | 6688       | 50                                 | 18                                 | 162800 | 58°52′28″ с. ш. 37°04′55″ в. д. |
| деревня Кортиха         | 19 250 824 008 | 6693       | 43                                 | 3                                  | 162800 | 58°56′28″ с. ш. 36°57′13″ в. д. |
| деревня Красино         | 19 250 824 009 | 6694       | 46                                 | 6                                  | 162800 | 58°55′21″ с. ш. 37°00′13″ в. д. |
| деревня Мартыново       | 19 250 824 010 | 6695       | 42                                 | 15                                 | 162800 | 58°51′18″ с. ш. 37°00′10″ в. д. |
| деревня Матвеево        | 19 250 824 011 | 6696       | 20                                 | 14                                 | 162800 | 58°53′44″ с. ш. 36°46′30″ в. д. |
| село Модно              | 19 250 824 001 | 6686       | 36                                 | 0                                  | 162823 | 58°55′42″ с. ш. 36°54′19″ в. д. |
| деревня Плотичье        | 19 250 824 012 | 6697       | 34                                 | 2                                  | 162800 | 58°54′49″ с. ш. 36°53′24″ в. д. |
| деревня Слуды           | 19 250 824 014 | 6699       | 27                                 | 8                                  | 162800 | 58°52′31″ с. ш. 36°52′41″ в. д. |

## Николо-Моденский монастырь
Николо-Моденский монастырь был построен в первой трети XVI века. Местная легенда гласит, что он был возведён на средства московского купца Строганова на месте явления иконы Николая Чудотворца. На территории монастыря существовали два храма: каменный Собор Николая Чудотворца (XVI в.) и деревянная Церковь Богоявления Господня (первая треть XVI века). С 1884 года при монастыре, на средства земства, функционировало училище на 50 мальчиков и девочек, содержимых на счет земства. 
В 1930 году монастырь был закрыт, к 1944 году практически полностью разрушен. На территории монастыря расположена "Привалочная база «МОДНО» НООУ "Детский Санаторий «Янтарь Плюс».
В настоящее время от ансамбля монастыря сохранились только значительно перестроенные братские кельи, в которых располагается детский лагерь, и отдельные фрагменты построек. На большей части бывшей территории монастыря сейчас расположены жилые дома села Модно.

## Природный заказник «Модно»
На территории сельского поселения расположен комплексный (ландшафтный) государственный природный
заказник «Модно». Заказник занимает площадь 994 га.
Территория государственного природного заказника является частью Молого-Шекснинской низины с эоловыми формами рельефа. Береговая часть отличается пейзажным разнообразием.
Леса, произрастающие на берегу, выполняют водоохранную функцию, регулируя водосток реки Молога.
Господствуют сосновые леса в возрасте более 100 лет, отдельные деревья достигают возраста 300—400 лет, высота деревьев — более 20 м. Леса зачастую изреженные, со слабо развитым подлеском, состоящим из рябины, можжевельника и крушины ломкой. В травяно-кустарничковом ярусе доминирует брусника, местами обильны вереск обыкновенный и полевица собачья. Своеобразие территории придает развитый лишайниковый надпочвенный покров.
Зарегистрировано 35 видов птиц. Преобладают зяблик (28,5 %), пеночка-весничка (16,1 %), гаичка буроголовая (11,1 %), реже встречаются ворона серая, большой пёстрый дятел, дрозд-белобровик, певчий дрозд, синица хохлатая, конёк лесной, овсянка обыкновенная, славка черноголовая, пеночка-трещотка и другие.
На территории государственного природного заказника встречаются 19 видов сосудистых растений, занесенных в Красную книгу области. Млекопитающие немногочисленны. Встречаются ёж, крот, бурозубка обыкновенная, полёвка красная, белка, ласка. В лесном массиве на протяжении всей береговой линии по правому берегу реки Мологи имеются места обитания бобров.
Из беспозвоночных отмечены шмели каменный и садовый, андрены, аммофила песчаная, кобылки. Довольно много гнёзд рыжего лесного муравья.
Река Молога является водным объектом высшей категории рыбохозяйственного водопользования. В бассейне реки Мологи имеется множество стариц, соединённых протоками между собой и основным руслом, большая часть которых расположена в районе села Модно. Здесь в период весеннего половодья образуются большие разливы, где на прошлогодней растительности происходит нерест фитофильных видов рыб и последующий нагул их молоди.